# Poșta din Roman
Poșta din Roman se află situată pe str. Cuza Vodă nr. 3 din municipiul Roman.   
Ridicată în 1910, de arhitectul Alexandru Clavel, în stil neoromânesc sau neobrâncovenesc, clădirea se aseamănă mult cu cea a Palatului Poștelor din Târgoviște, construită de același arhitect, în 1904.   
Clădirea este monument istoric, înscrisă în lista monumentelor istorice din județul Neamț cod LMI NT-II-m-B-10656.